# موسيقى الغوسبل

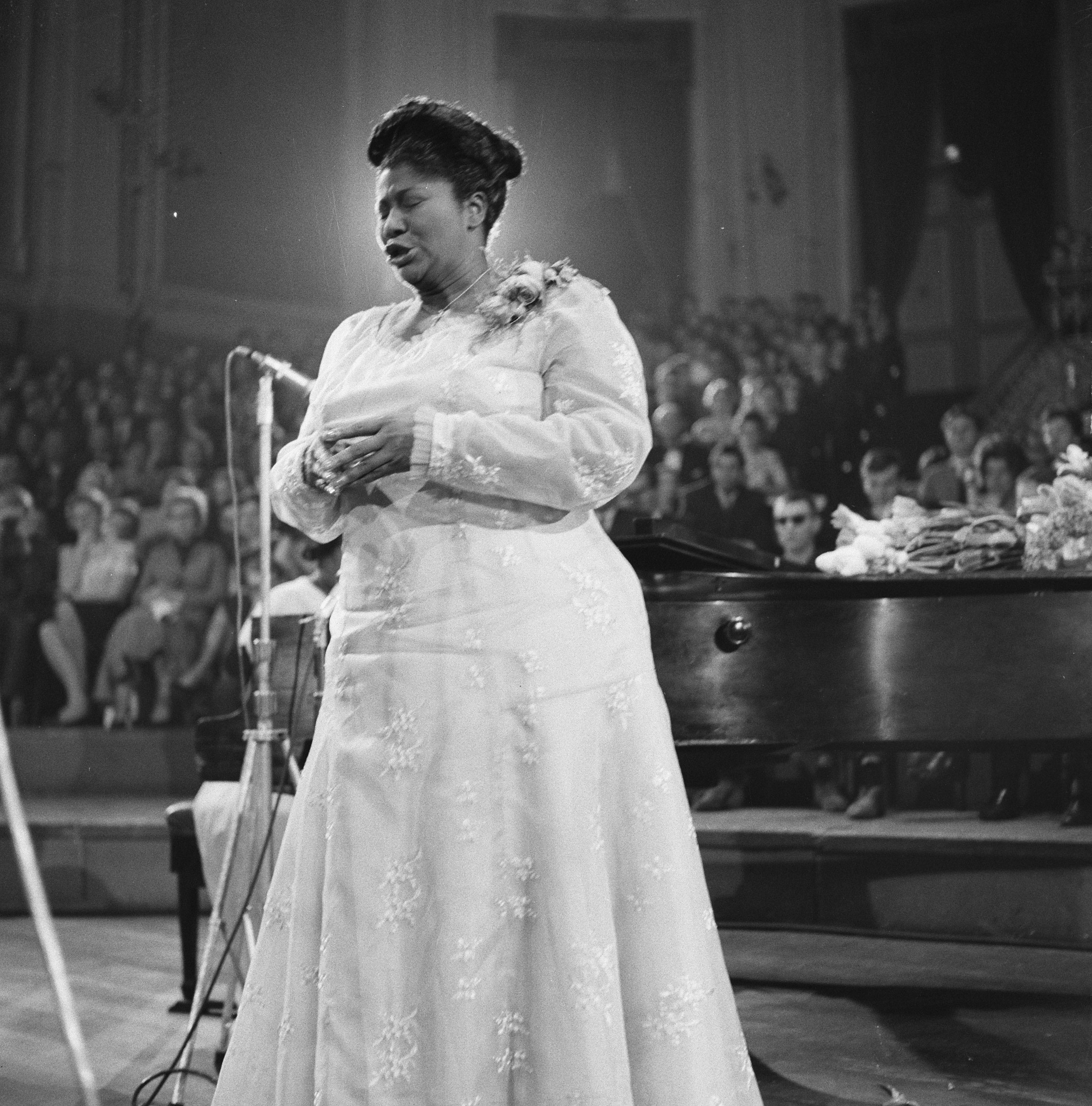
ماهاليا جاكسون المشهورة بلقب «ملكة الغُسبل».

موسيقى البشارة أو الغُسبِل أو الكُسبِل (نقحرة: غوسبل) (بالإنجليزية: Gospel music)‏ أو النشيد الكنائسي الزّنجي هي نوع من أنواع الموسيقى المسيحية. يختلف صنع موسيقى الغُسبل وأدائها وأهميتها وحتى تعريفها بحسب الثقافة والسياق الاجتماعي. تُألّف وتؤدى موسيقى الغُسبل للعديد من الأغراض، بما في ذلك المتعة الجمالية والأغراض الدينية أو الاحتفالية ومنتجًا ترفيهيًا للسوق. عادةً ما يكون لها غناء مهيمن (غالبًا باستخدام قوي للتناغم) مع كلمات مسيحية. يمكن تتبعها حتى أوائل القرن السابع عشر، مع جذورها في التقليد الشفهي الأسود. غالبًا ما تتكرر الترانيم والأغاني المقدسة بطريقة الدعوة والاستجابة. اعتمدت معظم الكنائس على التصفيق اليدوي ودوس القدم كمرافقة إيقاعية. أدي معظم الغناء كالأكابيلا. ربما ظهر أول استخدام منشور لمصطلح «أغنية غوسبل» في عام 1874. كُتبت أغاني الغُسبل الأصلية وألفت من قبل مؤلفين مثل جورج إف روت، وفيليب بليس وتشارلز جابرييل ووليام هوارد دواني وفاني كروسبي. ظهرت دور نشر موسيقى الغُسبل وأدى ظهور الراديو في عشرينيات القرن العشرين إلى زيادة كبيرة في جمهورها. بعد الحرب العالمية الثانية، انتقلت إلى قاعات رئيسية وأصبحت حفلاتها مفصّلة للغاية.
غوسبل بلوز هو شكل من موسيقى الغُسبل (مزيج من جيتار البلوز وكلمات الغُسبل). موسيقى الكونتري المسيحية، التي يشار إليها أحيانًا باسم موسيقى الغُسبل الريفي، هي نوع فرعي من موسيقى الغُسبل ذات طابع ريفي وبلغ ذروته في منتصف التسعينيات.
موسيقى البلوغراس غوسبل متجذرة في الموسيقى الجبلية الأمريكية. في حين تدمج موسيقى الغُسبل الكلتية بين موسيقى الغُسبل واللمسة الموسيقية الكلتية، وهي شائعة جدًا في بلدان مثل أيرلندا. تشير موسيقى الغُسبل السوداء البريطانية إلى موسيقى غوسبل الشتات الأفريقي، والتي أنتجت في المملكة المتحدة. بعض مؤيدي الترانيم «المعيارية» يكرهون عمومًا موسيقى الغُسبل في أواخر القرن التاسع عشر وأوائل القرن العشرين. اليوم، مع المسافة التاريخية، هناك قبول أكبر لمثل هذه الأغاني في تراتيل الطائفية الرسمية.

## النمط
تتميز موسيقى الغُسبل بغناء مهيمن (غالبًا باستخدام قوي للانسجام) وكلمات مسيحية. ومع ذلك، فإن بعض موسيقى الغُسبل الحديثة ليست مسيحية بشكل صريح وتستخدم الصوت فقط. تشمل الأنواع الفرعية الغُسبل المعاصر، والغُسبل الحضري المعاصر (يشار إليه أحيانًا باسم «الغُسبل الأسود»)، الغُسبل الجنوبي وموسيقى الغُسبل الحديثة (المعروفة الآن باسم موسيقى المديح والعبادة، أو الموسيقى المسيحية المعاصرة). تستخدم العديد من أشكال موسيقى الغُسبل الجوقات وتستخدم البيانو أو أورج هاموند والدف والطبول وجيتار الباس وبشكل متزايد، الإيتار الكهربائي. بالمقارنة مع الترانيم، والتي تكون عمومًا ذات مقياس فخم، يكون لأغنية الغُسبل إيقاعًا متزامنًا ولازمة في كثير من الأحيان.
جرت محاولات عديدة لوصف أسلوب أغاني الغُسبل في أواخر القرن التاسع عشر وأوائل القرن العشرين بشكل عام. قال كريست يانير «الموسيقى رخيمة ويسهل استيعابها... تناغم بدائي... استخدام الكورس... مخططات مترية متنوعة... إيقاعات الموتور كانت مميزة... أصبحت آلية ترك الأجزاء الخلفية مترددة دافعًا للسوبرانو نمطًا».
يؤكد باتريك وسيدنور على فكرة أن موسيقى الغُسبل «عاطفية»، نقلًا عن سانكي قوله: «قبل أن أغني، يجب أن أشعر»، ويلفتون الانتباه إلى مقارنة النسخة الأصلية من رولي «سأغني القصة العجيبة» مع نسخة سانكي. قال جولد: «إن أغاني الغُسبل هي في الأساس أغاني للشهادة، أو الإقناع، أو الإرشاد الديني، أو التحذير. عادة ما يُعثر على تقنية كورس اللازمة».

## الجذور والخلفية
وفقًا لأستاذ الموسيقى بجامعة ييل ويلي راف، فإن غناء مزارات المشيخيين في جزر الهبرديس الاسكتلندية تطورت من الـ«لينجنج أوت» - حيث يغنى شخص منفرد ويتبعه آخرون - إلى النداء والاستجابة في موسيقى الغُسبل  في الجنوب الأمريكي انطلاقًا من التجربة الدينية الأمريكية الأفريقية، يمكن تتبع موسيقى الغُسبل الأمريكية حتى مستهل القرن السابع عشر، مع أسس أعمال الدكتور إسحاق واتس وغيره. توجد جذور موسيقى الغُسبل في التقليد الشفهي الأسود، وعادة ما يستخدم قدرًا كبيرًا من التكرار، والذي يسمح لأولئك الذين لا يتمكنوا من القراءة فرصة المشاركة في العبادة. خلال هذا الوقت، كانت الأناشيد والأغاني المقدسة تصطف وتتكرر بطريقة النداء والاستجابة، وظهرت الروحانية الزنوجية وأغاني العمل. التكرار و«النداء والاستجابة» عنصران مقبولان في الموسيقى الأفريقية، صمما لتحقيق حالة وعي متغيرة يشار إليها أحيانًا باسم «النشوة» وتعزيز الروابط المجتمعية.
اعتمدت معظم الكنائس على التصفيق اليدوي والدوس على الأقدام كمرافقة إيقاعية. كانت القيثارات والدفوف متوفرة أحيانًا ولكن ليس كثيرًا. أصبحت جوقات الكنيسة أمرًا عاديًا فقط بعد التحرر وأدي معظم الغناء على الأكابيلا.

## أنواع موسيقى الغُسبل والأنواع الفرعية

### موسيقى الكونتري المسيحية
موسيقى الكونتري المسيحية، التي يشار إليها أحيانًا باسم موسيقى الكونتري الغُسبل، هي نوع فرعي من موسيقى الغُسبل مع لمحة كونتري، وتعرف أيضًا باسم الكونتري المُلهم. تقدم الكونتري المسيحي على مر السنين إلى صوت الكونتري السائد مع كلمات ملهمة أو إيجابية. في منتصف التسعينات، حقق الكونتري المسيحي أعلى شعبية له، لدرجة أن الفنانين العاديين مثل لاري جاتلين وتشارلي دانيلز وباربرا ماندريل، على سبيل المثال لا الحصر، بدأوا في تسجيل الموسيقى ذات الطابع المسيحي الإيجابي. أصبح هؤلاء الفنانون السائدون الآن حائزين على جوائز في هذا النوع.

### الغُسبل الأسود البريطاني
يشير الغُسبل الأسود البريطاني إلى موسيقى غوسبل للشتات الأفريقي والتي أنتجت في المملكة المتحدة. غالبًا ما يشار إليه باسم الغُسبل الحضري المعاصرة أو غوسبل المملكة المتحدة. تأثر هذا الصوت المميز بشدة بثقافة الشوارع في المملكة المتحدة مع العديد من الفنانين من الكنائس السوداء ذات الأغلبية الأفريقية والكاريبية في المملكة المتحدة. حاز هذا النوع على التقدير في العديد من الجوائز مثل جوائز جاي إي أم (غوسبل إنترتيمنت ميوزك)، وجوائز موبو، وجوائز الموسيقى الحضرية، ولها قوائم الألبومات المسيحية والغُسبل الرسمية الخاصة بها.

### موسيقى الغُسبل الجنوبية
موسيقى الغُسبل الجنوبية هي نوع من الموسيقى المسيحية. يأتي اسمها من أصولها في جنوب شرق الولايات المتحدة التي كُتبت كلماتها للتعبير إما عن الإيمان الشخصي أو الطائفي فيما يتعلق بتعاليم الكتاب المقدس والحياة المسيحية وكذلك (من حيث أنماط الموسيقى المتنوعة) لإعطاء بديل مسيحي للتيار العلماني السائد. تُعرف موسيقى الغُسبل الجنوبية أحيانًا باسم «الموسيقى الرباعية» من أجل نمطها التقليدي لـ «الرجال الأربعة والبيانو» الذي نشأ وتطور على مر السنين إلى شكل شائع من الموسيقى في جميع أنحاء الولايات المتحدة وفي الخارج، خاصة بين جيل طفرة المواليد وأولئك الذين يعيشون في جنوب الولايات المتحدة الأمريكية. مثل الأشكال الأخرى للموسيقى، يختلف الإبداع والأداء والمعنى وحتى تعريف الغُسبل الجنوبي وفقًا للثقافة والسياق الاجتماعي. تُألف وتنفذ لأغراض عديدة، تتراوح من المتعة الجمالية، أو الأغراض الدينية أو الاحتفالية، أو كمنتج ترفيهي للسوق.